# Walter Hendl
Walter Hendl (West New York, 12 janvier 1917 – Harborcreek Township, 10 avril 2007), est un chef d'orchestre, compositeur et pianiste américain.

## Biographie
Walter Hendl naît à West New York. Il étudie la direction avec Fritz Reiner au Curtis Institute of Music de Philadelphie. De 1939 à 1941, il enseigne au Sarah Lawrence College à New York. En 1941 et 1942, il est pianiste et chef d'orchestre au Berkshire Music Center sous la direction de Serge Koussevitzky. En 1945, il est chef associé de l'orchestre Philharmonique de New York. En 1949, il est nommé directeur musical de l'orchestre symphonique de Dallas,  poste occupé jusqu'en 1958. En 1953, Walter Hendl est nommé directeur de la musique de l'Orchestre symphonique Chautauqua. Il reste avec Chautauqua jusqu'à ce qu'une maladie temporaire lui impose sa démission en 1972. Il a également dirigé l'Orchestre symphonique de la NBC, notamment lors d'une tournée dans l'Est asiatique en 1955.
En 1958, Reiner nomme Hendl en tant que chef adjoint de l'Orchestre symphonique de Chicago, et il sert à ce poste jusqu'en 1964. Parallèlement, il est le premier directeur artistique du festival de Ravinia, de 1959 à 1963. Il quitte l'Orchestre symphonique de Chicago en 1964 pour la direction de l'École de musique Eastman à Rochester, New York de 1964 à 1972. Hendl a également été conseiller musical de l'Orchestre philharmonique de Rochester et un de ses chefs d'orchestre.
En 1976 Hendl est nommé directeur musical du Philharmonique d'Érié en Pennsylvanie. En 1990, il est professeur de direction à l'école supérieure Mercyhurst College à Érié. En tant que défenseur de la musique contemporaine, il dirige les créations d'œuvres de Peter Mennin (Symphonie no 3) avec le New York Philharmonic en 1947, Bohuslav Martinů (Concerto pour piano no 3) avec Rudolf Firkušný et l'orchestre symphonique de Dallas en 1949, Villa-Lobos (Concerto pour violoncelle no 2) avec Aldo Parisot et l'Orchestre philharmonique de New York en 1954 et la première américaine du Requiem de Kabalevsky, avec les étudiants de l'Eastman School en 1965. Il a également composé de la musique de scène pour diverses pièces de théâtre et réalisé plusieurs transcriptions orchestrales.
Il a été intronisé comme un protecteur national de Delta Omicron, une fraternité musicale professionnelle internationale, le 1er décembre 1960
Ses plus grands enregistrements ont été réalisés pour RCA Victor, notamment des concertos pour violons avec Jascha Heifetz, Henryk Szeryng et Erick Friedman et des concertos pour piano avec pour solistes Van Cliburn et Gary Graffman.
Hendl est mort à Harborcreek Township, en Pennsylvanie, après avoir souffert de maladies cardiaques et pulmonaires.